# Marek Rabij
Marek Rabij (ur. 1974 w Głogowie) – polski dziennikarz i publicysta, specjalizujący się w tematyce globalizacji i transkontynentalnych relacji gospodarczych, podróżnik, znawca Azji Południowo-Wschodniej.
Absolwent historii na Uniwersytecie Jagiellońskim. W 1996 rozpoczął pracę w krakowskim oddziale „Gazety Wyborczej”. Potem współtworzył redakcję portalu Interia.pl, aż w 2001 trafił do tygodnika „Newsweek Polska”, gdzie pracował przez 15 lat. Następnie był dziennikarzem miesięcznika „Forbes Polska”, a od 2017 jest członkiem zespołu „Tygodnika Powszechnego”, w którym opublikował m.in. cykl reportaży z obozu dla Rohindżów w Bangladeszu.
W 2016 Wydawnictwo W.A.B. wydało jego książkę „Życie na miarę” (ISBN 978-83-280-2178-5), reportaż o funkcjonowaniu globalnego przemysłu odzieżowego i codzienności szwaczek w Bangladeszu.

## Nagrody i wyróżnienia
- wyróżnienie w konkursie NBP im. Władysława Grabskiego dla najlepszego dziennikarza ekonomicznego w kategorii „Finanse osobiste i edukacja ekonomiczna”. (w 2013)[1]
- nominacja do nagrody im. Teresy Torańskiej za książkowy debiut, „Życie na miarę” (w 2016)[2].
- nominacja do nagrody Grand Press w kategorii „Reporterska Książka Roku” (2020)[3]